# دی هاویلند کانادا دی‌اچ‌سی-۲ بیور
دی هاویلند کانادا دی‌اچ‌سی-۲ بیور (به انگلیسی: de Havilland Canada DHC-2 Beaver) یک هواگرد از نوع نشست و برخاست کوتاه ساخت شرکت د هویلند کانادا است. هواگرد دی‌اچ‌سی-۲ بیور نخستین پروازش را در ۱۶ اوت ۱۹۴۷ میلادی انجام داد. این هواگرد در سال ۱۹۴۸ میلادی رسماً معرفی گردید و در سال‌های ۱۹۴۷–۱۹۶۷ تولید شده است. در مجموع، تعداد ۱٬۶۵۷ فروند از این هواگرد ساخته شده است.